# 坂崎成方
坂崎 成方（さかざき しげかた）は、戦国時代から江戸時代前期の武将。官位は兵庫助、大膳正。

## 生涯
織田信秀の家臣・坂崎伝助（成基）の子として生まれた。
織田氏に仕え、織田信長の摂津支配に際して池田恒興の配下で摂津に赴任した。このときは川崎忠三郎と名乗り、官位は兵庫助であった。
その後、蒲生氏郷、小早川秀秋の家臣を経て細川忠興の家臣となった。小倉藩にいたときに坂崎成政を養子に迎え、忠興・忠利の転封に従って熊本に移住した。隠居後は道雲と号した。

## 坂崎直盛との兄弟関係
柳生家の文書「玉栄拾遺」に、肥後熊本藩に元の津和野藩主坂崎直盛の弟がいるとあり、ここに記された直盛の弟というのは成方と考えられる。